# Robert Key (homme politique)
Pour les articles homonymes, voir Robert Key et Key.
Simon Robert Key (né le 22 avril 1945 à Plymouth et mort le 3 février 2023), connu sous le nom de Robert Key, est un homme politique britannique du Parti conservateur du Royaume-Uni. 
Il est député de Salisbury, Wiltshire de 1983 à 2010. Il est également président des gouverneurs de la Salisbury Cathedral School.

## Biographie

### Jeunesse
Robert Key est né à Plymouth, le fils de Maurice Key, évêque de Truro . À l'âge de 10 ans, il participe à une promenade scolaire sur Swanage Beach dans le Dorset où lui et six amis découvrent une vieille mine de guerre qui a explosé. Seuls Key et un autre garçon ont survécu ,. Il est allé à la Salisbury Cathedral School et à la Sherborne School. Il étudie l'économie au Clare College, Cambridge, où il obtient une maîtrise et un certificat. Il enseigne à la Loretto School, près d'Édimbourg, de 1967 à 1969, puis enseigne l'économie à la Harrow School de 1969 à 1983.

### Carrière politique
Robert Key se présente au siège de Holborn et St Pancras Sud en 1979. Il est député de Salisbury entre 1983 et 2010 et est ministre du gouvernement local et des villes intérieures du ministère de l'Environnement (aujourd'hui DEFRA) de 1990 à 1992, créant le Conseil religieux des villes intérieures  en 1991, et ministre des Sports au Département du patrimoine national (aujourd'hui Culture, Médias et Sport) de 1992 à 1993. Il est ministre des routes et de la circulation de 1993 à 1994.
Dans l'opposition, Robert Key est porte-parole sous la direction de William Hague et Iain Duncan Smith. En 2001, il est ministre fantôme des Sciences et de l'Énergie, et en juillet 2002, ministre fantôme du Développement international. Il démissionne de ce poste en juin 2003, retournant à l'Arrière-ban, mais conservant son appartenance au Comité spécial de la défense.
En 2005, il est réélu avec une majorité accrue. De 1994 à 2001, il est administrateur d'Hortichem (aujourd'hui Certis UK depuis 2001) à Amesbury. Le 2 décembre 2009, Key annonce sa décision de se retirer lors des Élections générales britanniques de 2010.

### Vie privée
Robert Key est le fils de John Maurice Key qui est le 10e évêque de Truro de 1960 à 1973, ainsi que l'évêque de Sherborne de 1947 à 1960. Il épouse Susan Irvine en 1968 à Perth. Ils ont un fils et deux filles et vivent à Harnham. Il est un choriste et membre engagé de l'Église d'Angleterre.